# Matson Navigation Company

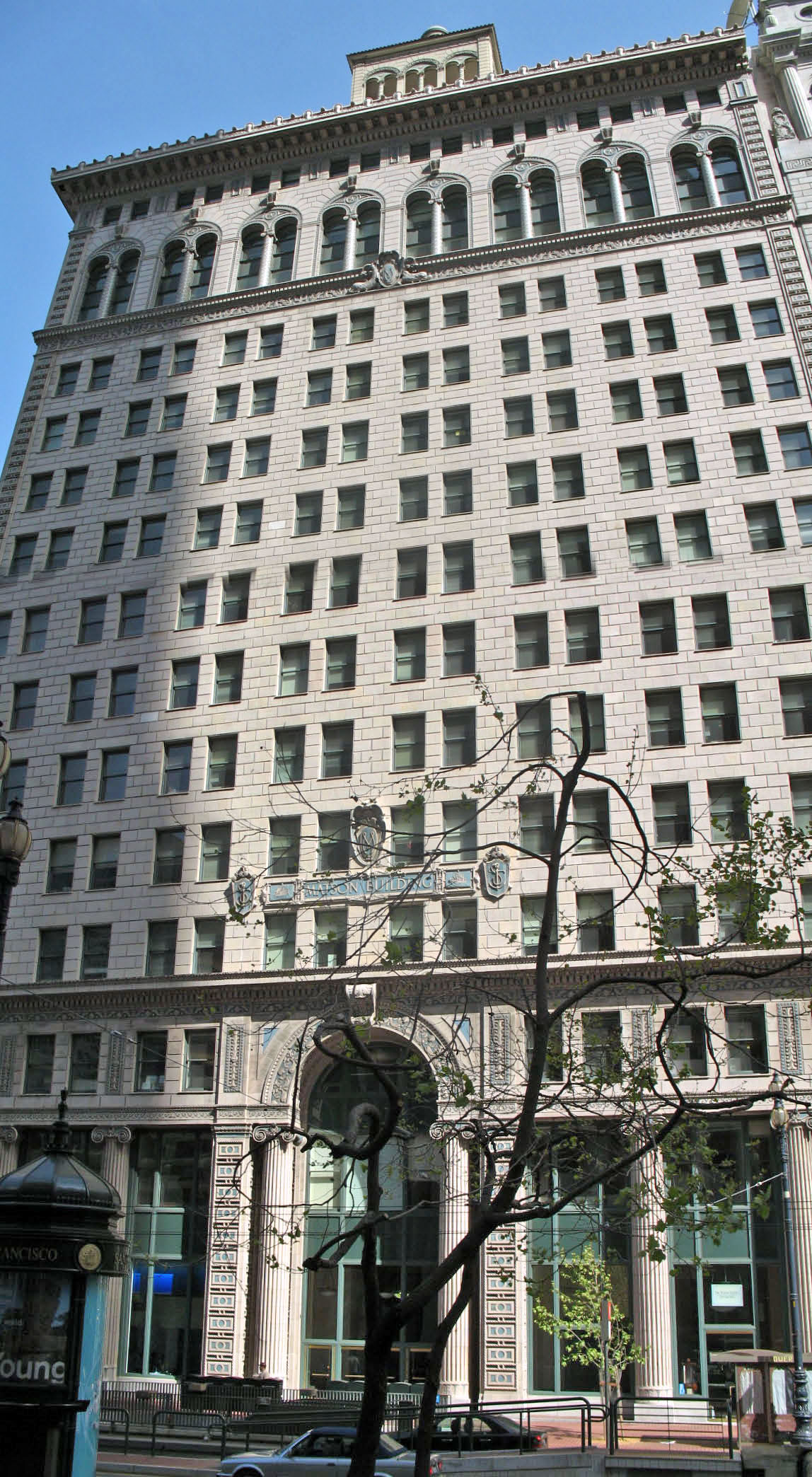
Das Verwaltungsgebäude in San Francisco

Die Matson Navigation Company, kurz Matson ist eine 1882 gegründete US-amerikanische Reederei aus San Francisco. Neben der Passagier- und Frachtschifffahrt, hauptsächlich zwischen der US-Westküste und Hawaii, betrieb das Unternehmen während seines Bestehens eine Fluggesellschaft, Hotels und arbeitete im Tourismus. Ein weiteres Geschäftsfeld war die Erdölsuche.

## Geschichte

### Anfänge

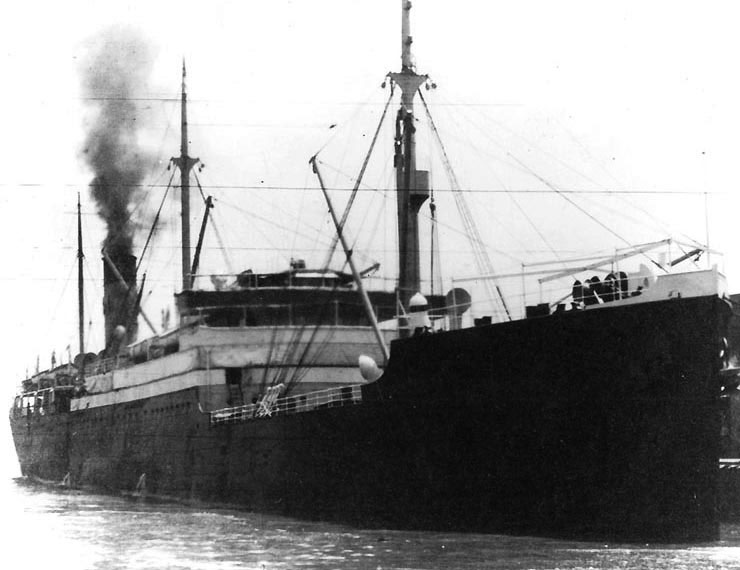
Die Wilhelmina, einer der ersten Dampfer

Das Unternehmen geht auf den schwedischstämmigen Kapitän William Matson zurück, der 1882 zum ersten Mal mit seinem Dreimastschoner Emma Claudina und 300 Tonnen Ladung von San Francisco nach Hilo auf Hawaii segelte. Bald folgten größere Segelschiffe, wie 1887 die Brigantine Lurline oder die mit Ladungskühlanlagen ausgerüstete Bark Rhoderick Dhu. Schon das erste Dampfschiff der Reederei, die Enterprise besaß Ölfeuerung. Bis zum Tod William Matsons im Jahr 1917 hatte sich die Matson-Flotte auf 14 moderne Einheiten vergrößert.

### Zwischen den Weltkriegen
Nach dem Ersten Weltkrieg, in dem ein Teil der Matsonschiffe für Truppen- und Militärtransporte herangezogen worden war, setzte die Reederei die beiden größten Frachter in der Pazifikfahrt, die Manulani und Manukai in Fahrt. 1925 gründete man die Hafenbetriebsgesellschaft Matson Terminals, die die Umschlagarbeiten der eigenen Flotte übernahm. Zwei Jahre darauf nahm man das 22 Knoten schnelle Passagierschiff Malolo in Betrieb und begann mit dem Bau des Royal Hawaiian Hotel. Der Erfolg der Malolo führte in den Jahren 1930 bis 1932 zum Bau der Passagierschiffe Mariposa, Monterey und Lurline, die Hawaii in diesen Jahren touristisch weiter zu erschließen halfen. Nach dem Überfall auf Pearl Harbor am 7. Dezember 1941 wurde die Matson-Flotte erneut zum Kriegsdienst herangezogen. Matson betrieb darüber hinaus eine große Anzahl der im Krieg erstellten Notbauten. 21 der 35 eingesetzten Matsonschiffe gingen im Laufe des Konflikts verloren, oder wurden an die Regierung verkauft.

### Nachkriegszeit
Die Mariposa und Monterey wurden nach Kriegsende veräußert, um Geld für den Wiederaufbau zu erhalten. Erst 1948 konnte die wiederhergestellte Lurline wieder in Fahrt gesetzt werden. 1951 nahm Matson das SurfRider-Hotel in Betrieb, 1955 eröffnete man das Hotel Princess Kaiulani. Im selben Jahr startete Matson ein 60 Millionen US-Dollar umfassendes Schiffbauprogramm. 1955 wurde der Mariner-Klasse-Schnellfrachter Pine Tree Mariner erworben und bis 1956 zur Mariposa umgebaut. 1957 folgte das Schwesterschiff Monterey, welches aus der 1952 gebauten Free State Mariner entstand. Die Schwestern waren zwar verhältnismäßig einfach ausgestattet, aber trotzdem komfortabel und für guten Service und gute Küche bekannt. Die Vorkriegs-Monterey wurde in Matsonia umgetauft und im Liniendienst zwischen der US-Westküste und Hawaii eingesetzt.

### Containerisierung
Am 31. August 1958 nahm Matson mit dem Frachter Hawaiian Merchant in San Francisco die ersten Container für Hawaii an Bord. Zwei Jahre darauf begann die schrittweise Umstellung der Flotte auf den Containerschiffe. Das erste noch aus einer bestehenden Einheit umgerüstete Schiff, die Hawaiian Citizen war nicht nur das erste Vollcontainerschiff des Fahrtgebietes, sondern auch das erste, welches für den Transport von Kühlcontainern ausgerüstet war. In den Jahren bis 1967 folgten weitere Containerschiffsumbauten. Im Jahr 1969 wurde Matson ein Tochterunternehmen von Alexander & Baldwin. Im Jahr nach der Übernahme beendete das Unternehmen die Passagierschifffahrt, die mit dem wachsenden Anteil des Fluglinienverkehrs zusehends unrentabler wurde. Gleichzeitig konnten mit der Hawaiian Enterprise und der Hawaiian Progress erste als Containerschiffe konzipierte Neubauten in Dienst gestellt werden, kurz darauf kamen erste RoRo-Einheiten hinzu.

### 1980er Jahre bis heute

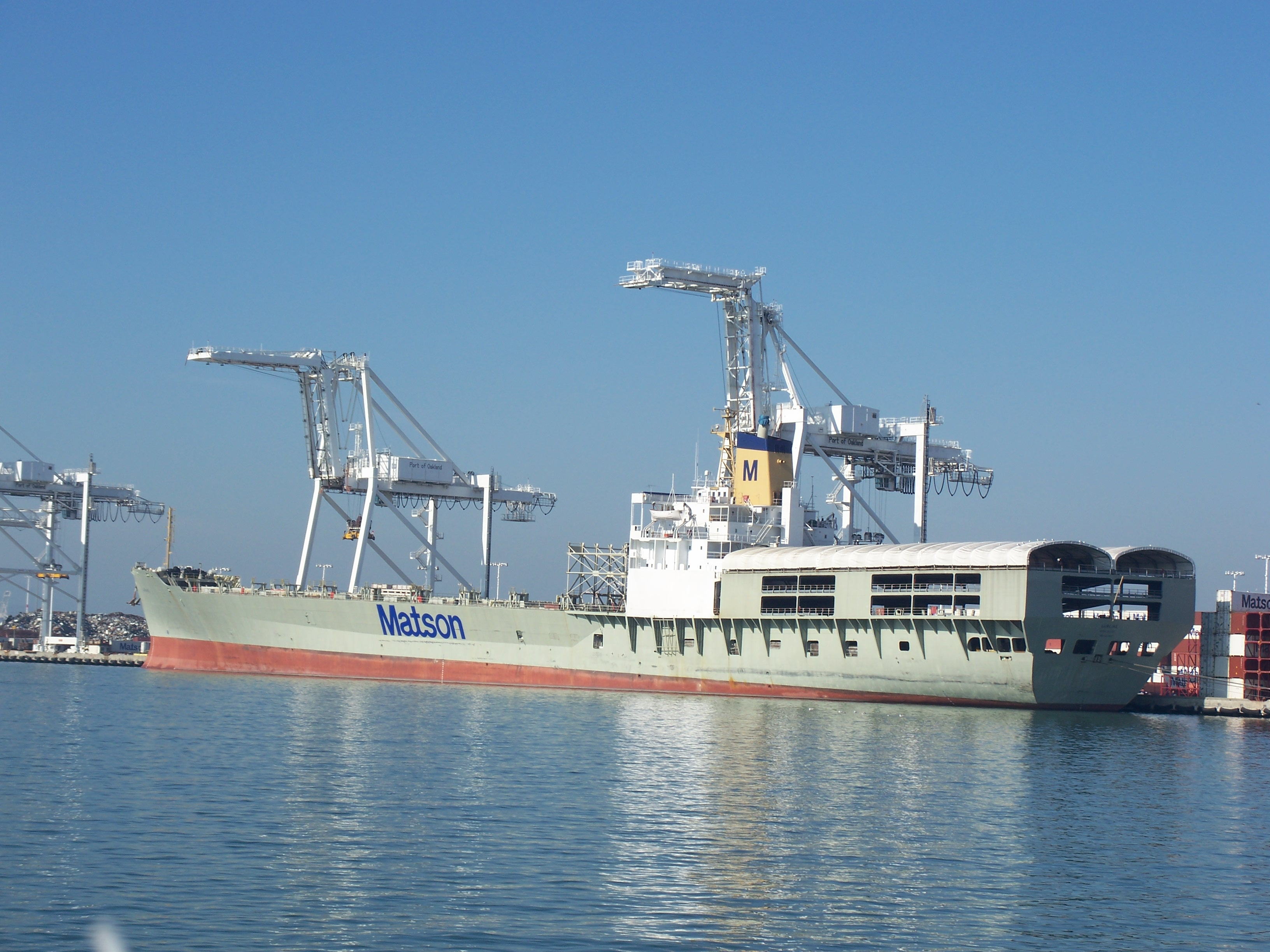
Das Matson-Schiff Lurline

Seit den 1980er Jahren ergänzten drei maßgeschneiderte Seeleichter, zwei für Container, eine für rollende Ladung, Matsons Insel-zu-Inseldienst. Die 1987 gegründete Tochtergesellschaft Matson Intermodal System begann den intermodalen Transport Zug- und LKW-Beförderung auf dem US-amerikanischen Festland zu koordinieren. Nach Jahren des Wachstums benannte man den Geschäftszweig 2003 in Matson Integrated Logistics um. Das 1992 in Fahrt gesetzte Containerschiff R. J. Pfeiffer wiederum leitete den Übergang der Matson-Flotte zu dieselgetriebenen Schiffen ein, der seit 2002 mit dem Bau von vier neuen Containerschiffen fortgeführt wurde. In den Jahren 1996 bis 2006 betrieb die Reederei mit der American President Lines einen Dienst nach Honolulu und Guam. Seit 2006 baut Matson stattdessen weitere Dienste nach China aus.